# Nao Lake
Nao Lake är en sjö i Kanada.   Den ligger i provinsen Manitoba, i den centrala delen av landet, 2 100 km nordväst om huvudstaden Ottawa. Nao Lake ligger 312 meter över havet. Arean är 1,2 kvadratkilometer. Den sträcker sig 1,3 kilometer i nord-sydlig riktning, och 1,6 kilometer i öst-västlig riktning.
I omgivningarna runt Nao Lake växer i huvudsak barrskog. Trakten runt Nao Lake är nära nog obefolkad, med mindre än två invånare per kvadratkilometer.